# Allkpop
Allkpop è un sito web statunitense che pubblica notizie di cultura pop e gossip sulla Corea del Sud. È uno dei siti di notizie sul K-pop più visitati, con oltre sette milioni e mezzo di lettori al mese.